# Neochthonius imperialis
Neochthonius imperialis är en spindeldjursart som beskrevs av William B. Muchmore 1996. Neochthonius imperialis ingår i släktet Neochthonius och familjen käkklokrypare. Inga underarter finns listade i Catalogue of Life.